# Raïon de Lena (oblast d'Arkhangelsk)
Le raïon de Lena (en russe : Ле́нский райо́н, Lenski raïon) est une subdivision administrative (raïon) et une municipalité (raïon municipal) de l'oblast d'Arkhangelsk dans le Nord de la Russie européenne. Situé dans l'est de l'oblast, le raïon est bordé par la république des Komis. Son centre administratif est le village de Iarensk, et il compte en tout 147 localités, réparties en 4 municipalités. Sa population s'élevait à 9 879 habitants en 2023.

## Géographie
Le raïon se situe dans l'oblast d'Arkhangelsk, un sujet de la fédération de Russie situé dans le Nord de la Russie européenne. Le sujet fait partie du district fédéral du Nord-Ouest, et il inclus comme tout l'oblast dans la région du Nord. Comme tout l'oblast, il est situé dans le fuseau horaire MSK (heure de Moscou). Le décalage horaire appliqué par rapport au temps universel coordonné est +03:00.